# Octomeria wawrae
Octomeria wawrae är en orkidéart som beskrevs av Heinrich Gustav Reichenbach och Heinrich Wawra. Octomeria wawrae ingår i släktet Octomeria och familjen orkidéer. Inga underarter finns listade i Catalogue of Life.